# Solanum gomphodes
Solanum gomphodes är en potatisväxtart som beskrevs av Michel Félix Dunal. Solanum gomphodes ingår i släktet skattor som ingår i familjen potatisväxter. Inga underarter finns listade i Catalogue of Life.